# Winton
Winton (Вінтон) — з 1897 року американський виробник автомобілів. Штаб-квартира розташована в місті Клівленд, штат Огайо. У 1924 році компанія припинила виробництво автомобілів.

## Олександр Вінтон
Олександр Вінтон не був уродженцем США, він народився в червні 1860 року в маленькому шотландському селі Гранджемут неподалік від Глазго, тепер це портове місто. Батько майбутнього американського автомагната працював ковалем, що спеціалізувався на виробництві сільськогосподарських знарядь. Олександр-старший навчив азів ковальського ремесла свого сина, після чого влаштував його учнем на судноверф у Клайдсайді. У 1878 році Олександр-молодший відправляється до США в місто Нью-Йорк, де влаштовується на завод Delameter Iron Works. Пропрацювавши там шість років, підписує контракт з компанією Phoenix Iron Works з Клівленда, штат Огайо, яка займалася виробництвом суднових двигунів, на яких якраз і знався молодий шотландець.
У 1891 році Вінтон спільно з Томасом Хендерсоном засновує власну фірму — Winton Bicycle Company, яка починає виробляти велосипеди власної запатентованої конструкції. Протягом року фірма з Клівленда виготовила 6000 велосипедів. У 1895 році Олександр Вінтон вирішує поекспериментувати із саморушними екіпажами. Первістком став мотоцикл, сконструюваний на основі велосипеда. Однак мотоцикл був настільки повільним, що Вінтон відкинув цю ідею. Він вирішив виготовити самохідний віз із мотором власної конструкції. Нарешті у вересні 1896 року був готовий перший прототип, побудований за допомогою механіків фірми Brush Electric Company на її ж території.

## Заснування компанії. Початок виробництва автомобілів

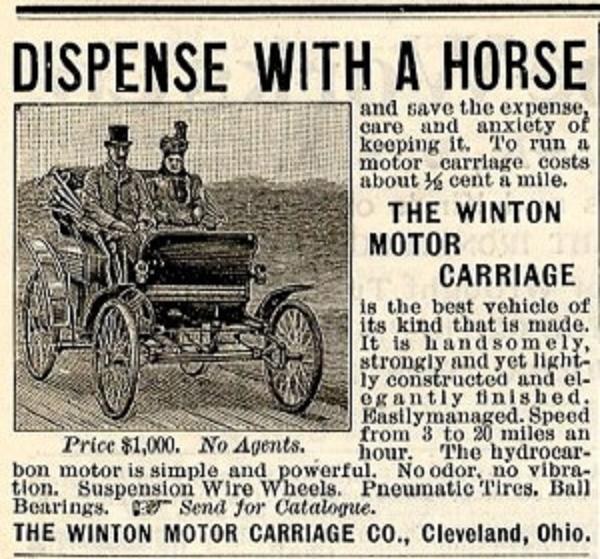
Winton 10HP 1897 року

Автомобіль Вінтона був оснащений одноциліндровим 8-сильним мотором. Крутний момент до задніх коліс передавався не за допомогою ланцюга або ременя, що було типово для трансмісії того часу, а за допомогою кардана. Серед інших інновацій були: електричне запалювання і пневматичні шини BFGoodrich, одягнені на спицьовані колеса. 
Пробна поїздка відстанню у 8 км відбулася за маршрутом «Завод Вінтона — центральна площа — завод». У машині перебувало п'ятеро пасажирів, поломок під час поїздки не сталося. Тож автор прототипу вирішив засновувати фірму й виготовляти автомобілі власної конструкції для продажу. 
15 березня 1897 року Вінтон спільно з Хендерсоном і Гео Брауном відкриває фірму Winton Motor Carriage Company. За два місяці, 12 червня, був готовий перший прототип, побудований на новій фірмі, він же другий, створений Вінтоном. Цього разу під сидіннями розмістився вже двоциліндровий 10-сильний мотор.
Цього разу випробування зайняли куди більше часу: було вирішено виїхати за межі Клівленда і вирушив до сусідньої Елерії і звідти повернутися назад. Таким чином загальна відстань становила 90 кілометрів, а поїздка зайняла цілих п'ять годин. Під час пробігу в автомобілі перебувало чотири пасажири. На 90 кілометрів шляху було витрачено 23 літри бензину, що зазвичай використовувався для розпалювання печей. 
За місяць до цієї події Вінтон встановив світовий рекорд з подолання однієї милі на автомобілі з ДВЗ: на Клівлендському іподромі Гленвіл під час весняних свят його одноциліндровий 8-сильний автомобіль подолав милю за 1 хвилину і 48 секунд, розвинувши при цьому середню швидкість 54 км/год. 
28 липня 1898 року Вінтон вирішує заявити про себе і своє дітище на всю країну і вирушає разом зі своїм начальником цеху Вільямом Хетчером у майже 1300-кілометрову подорож з Клівленда до Нью-Йорка. У пункт призначення партнери прибувають за 10 днів, витративши безпосередньо на їзду 78 годин і 43 хвилини. Однак це досягнення залишилося поза увагою американської преси, на головні сторінки таблоїдів воно так і не потрапило. Пізніше Вінтон сам звинувачував себе, оскільки заздалегідь не проінформував пресу про своє рішення.

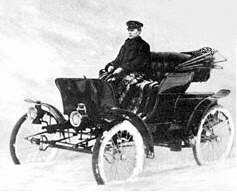
Winton 6HP Stanhope

Наприкінці листопада того ж року був побудований новий, легший автомобіль. На легкі металеві шасі встановили 1.9-літровий одноциліндровий 6-сильний мотор — він був прихований під 2-місним кузовом типу стенхоуп (пізніше цей тип кузова назвуть ранебоутом).

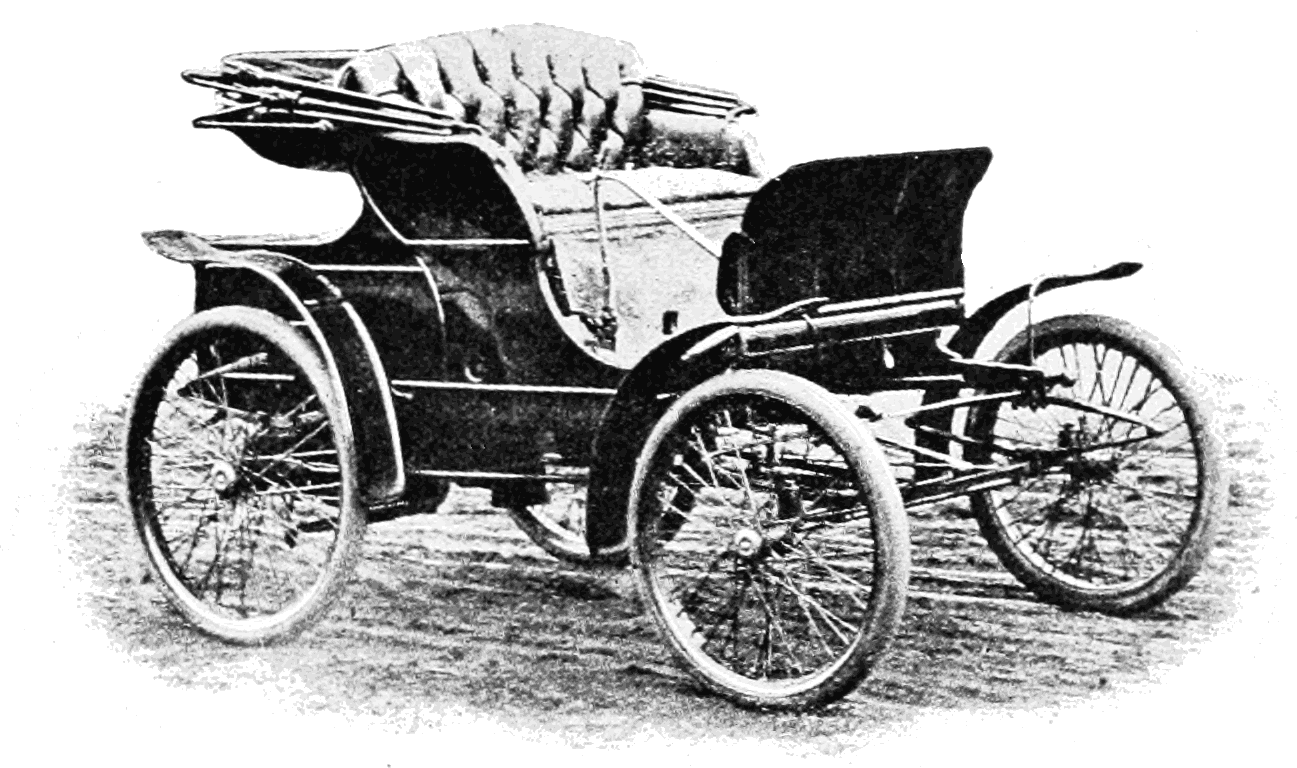
Winton 6HP Stanhope

До 24 березня 1898 року фірмою було побудовано всього чотири автомобілі, включаючи два прототипи. Тоді в офісі з'явився Роберт Еллісон Коул з Порт-Карбона, штат Пенсільванія, який побачив рекламу в журналі Scientific American. Згідно з рекламою, за 1000 доларів можна було придбати автомобіль, вироблений у США. Не дивлячись на те, що брати Дюріа ще 1896 року реалізували 13 своїх возів з моторами, саме ця угода вважається першою покупкою автомобіля в США завдяки рекламі. Коул обрав собі 6HP Stanhope. 
До нового року вдалося реалізувати ще 21 автомобіль, один із них, під номером 12, був куплений Джеймсом Паккардом з Уоррена. Однак містер Паккард залишився незадоволеним своїм придбанням, оскільки по дорозі додому його машина зламалася, і її довелося тягнути до будинку кіньми. Незабаром він написав листа Вінтону, висловивши свої претензії, на що шотландець написав, що нехай містер Паккард сам побудує свій автомобіль. У підсумку з'явилася фірма Packard. Крім того, що незадоволений містер Паккард почав сам виробляти автомобілі, він переманив до себе людей Вінтона — головного акціонера Вайса і Хетчера. У 1899 році було продано вже 106 автомобілів, причому за вдвічі дорожчою ціною. Так Winton стає найбільшим виробником автомобілів у США, а все завдяки тому, що фірма вирішила відкрити дилерський центр і в сусідньому штаті, а для поставки туди автомобілів був побудований перший у світі перевізник автомобілів. Окрім легкових автомобілів, було продано й чимало перших поштових фургонів у США, і стільки ж розвізних фургонів, побудованих на базі легкової моделі.
У цей же час Олександр розуміє, що найкращою рекламою для просування автомобільної продукції є або спортивні змагання, або багатоденні пробіги, що доводять надійність автомобіля. У травні 1899 року він знову вирушає з Клівленда в Нью-Йорк, витративши цього разу всього п'ять днів. Тепер Вінтон вирішив взяти з собою кореспондента газети Cleveland Plain Dealer Чарльза Шенкса, який відправляв свої щоденні замітки в офіс газети, на яку працював, а його нариси передруковувало ще близько 30 видань по всій країні. А коли нарешті мандрівники прибули на автомобілі в пункт призначення, то на радість Вінтона цього разу його чекала величезна маса людей, які прийшли на головну площу міста, щоб побачити дивину, а на чолі був сам мер міста. Після цього пробігу Шенкс змінив своє місце роботи, оскільки Вінтон запропонував йому посаду рекламного директора у своїй компанії.
У тому ж році Вінтон кидає виклик Фернану Шаррону, який здобув перемогу в гонці Париж-Бордо. Вінтон пропонує прибути Шаррону в США, вибрати за своїм бажанням будь-яку відстань, довжиною не більше 1000 миль і, поставивши на кін по 10 000 доларів, перевірити, хто швидше прийде до фінішу, переможець забирає ставки собі. Француз погодився і навіть поміняв 20 000 франків. Однак Вінтон мовчки зіскочив з теми, не чекаючи, що суперник прийме виклик. Але ідея була підхоплена американським газетним магнатом Джеймсом Гордоном Беннетом, який вирішує організувати гонки на кубок імені себе, тобто Gordon Bennett Trophy. 
Перші гонки вирішили провести у Франції, яка була на той момент лідером в автомобілебудуванні. Winton був єдиним американським автомобілем, представленим на цих змаганнях. Під капотом гоночної машини переховувався одноциліндровий 3.8 л двигун, потужністю 9 к.c., замість важеля управління вперше на американському автомобілі було встановлене кругле кермо. Французька преса дуже зацікавилася цим дивовижним для Європи автомобілем і жваво обговорювала його. Однак на самих гонках через часті проколи пневматичних шин та покришок Вінтон не міг претендувати на лідируючі позиції, а потім і зовсім довелося залишити гонки через руйнування колеса, тим самим віддавши перемогу Шаррону.
Вінтон вирішує тепер брати участь тільки в спортивних змаганнях у США, оскільки там автоспорт був ще нерозвинений, та й конкурентів практично не було. У вересні 1900 року, тобто за три місяці після паризької гонки, він виграє 80-кілометрову гонку в Чикаго, показавши середню швидкість 62 км на годину. Цього ж року модельний ряд поповнився 8-сильною машиною, одноциліндровий мотор якої мав об'єм 2.4 л. 1900 рік приніс і перші неприємності: на порозі Winton Motor Carriage Co з'явилися люди з компанії The Electric Vehicle Company, які мали право на патент Селдена. Вони вимагали, щоб Вінтон купив у них дозвіл на виробництво автомобілів або припинив їх виробництво, оскільки містер Селден встиг запатентувати автомобіль у США, при цьому не побудувавши свого. У підсумку після двох років суперечок Вінстон уклав угоду з EV: йому дозволили не платити відсотки за вже продані автомобілі, внаслідок суперечок створюється організація Association of Licensed Automobile Manufacturers, яка домовилася із Селденом про зниження суми, яку йому платили з кожної проданої машини. І тільки Генрі Форд відмовився платити Селдену, ставши на стежку війни.
У травні 1901 року Вінтон вирішує перетнути США на своїй гоночній машині, стартувавши із Сан-Франциско. Але якщо засніжені гори Сьєрра йому піддалися, то пустеля Невада стала непереборною перешкодою — машина загрузла в пісках і пробіг довелося скасувати. У жовтні 1901 року відбувся 16-кілометровий заїзд, у якому відомий американський гонщик і виробник автомобілів Вінтон програв практично невідомому початківцю у виробництві автомобілів на ім'я Генрі Форд — машина Вінтона зламалася на позначці в 12 км. 
Вінтон ставився до Форда як до друга і навіть допоміг йому переробити рульове управління автомобіля відразу після заїзду в Гросс Пойнті. Але, незважаючи на те, що Вінтон і Форд були друзями, вони мали різні погляди на виробництво автомобілів. Форд мріяв про масове виробництво, тоді як Вінтон, що вже втратив лідерство, продовжував ґрунтовно підходити до трудомісткого виробництва своїх автомобілів, які просувалися під гаслом: «Найкращі автомобілі для далеких подорожей, які випускаються і продаються в Америці». Проте методи Вінтона не завадили йому придбати нові виробничі потужності, а також збільшити штат працівників із 700 до 1500 чоловік. У 1899 році Лев Малиновський, начальник відділу кадрів фірми Вінтона, привів до свого боса молодого механіка, який сам побудував власний автомобіль, однак Олександр Вінтон не взяв його на роботу. Це був молодий Генрі Форд.
За декілька тижнів після першого змагання з Фордом Вінтон представляє нову гоночну машину — Bullet («Куля»). Це був 4-циліндровий 8.06-літровий автомобіль, мотор якого розвивав 57 к.c. Ця машина встановила не один рекорд швидкості для автомобілів з ДВЗ, максимально розігнавшись до 113 км/год.

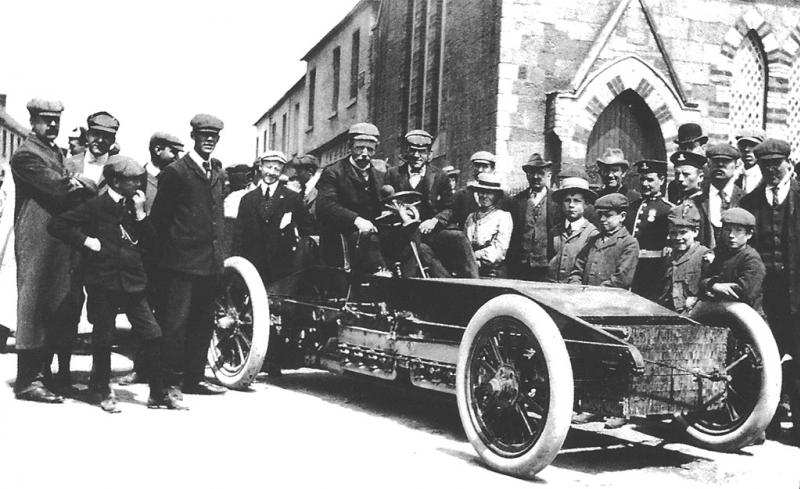
Winton Bullet N2

Однак і цього разу в дуелі з машиною від Форда Вінтон зазнає поразки. Ford Old 999, керований Барні Олдфілдом, чудово себе проявив на відміну від Bullet, який зламався на четвертому колі. Ба більше, Олдфілд обійшов Вінтона перед одним із поворотів, коли той пригальмував, а Олдфілд навпаки додав газу. Після своєї поразки Вінтон вирішує найняти Олдфілда як заводського гонщика. На початку 1903 року Вінтон на своїй «Кулі» обходить «The Pirate» Олдса під час спортивних змагань в Ормонд Біч. Але поразки в дуелях змушують Вінтона проєктувати нові машини, і незабаром він представляє на суд глядачів перший американський автомобіль з рядною «вісімкою» під капотом, який отримав назву Bullet N2. Кинувши погляд на машину, навіть не віриться, що під низьким капотом ховається двигун об'ємом 17.9 л і потужністю всього 80 к.c. Ще більш дивним видається те, що трансмісія мала всього одну передачу, що не заважало розвивати по прямій велику на ті часи швидкість у 135 км/год.

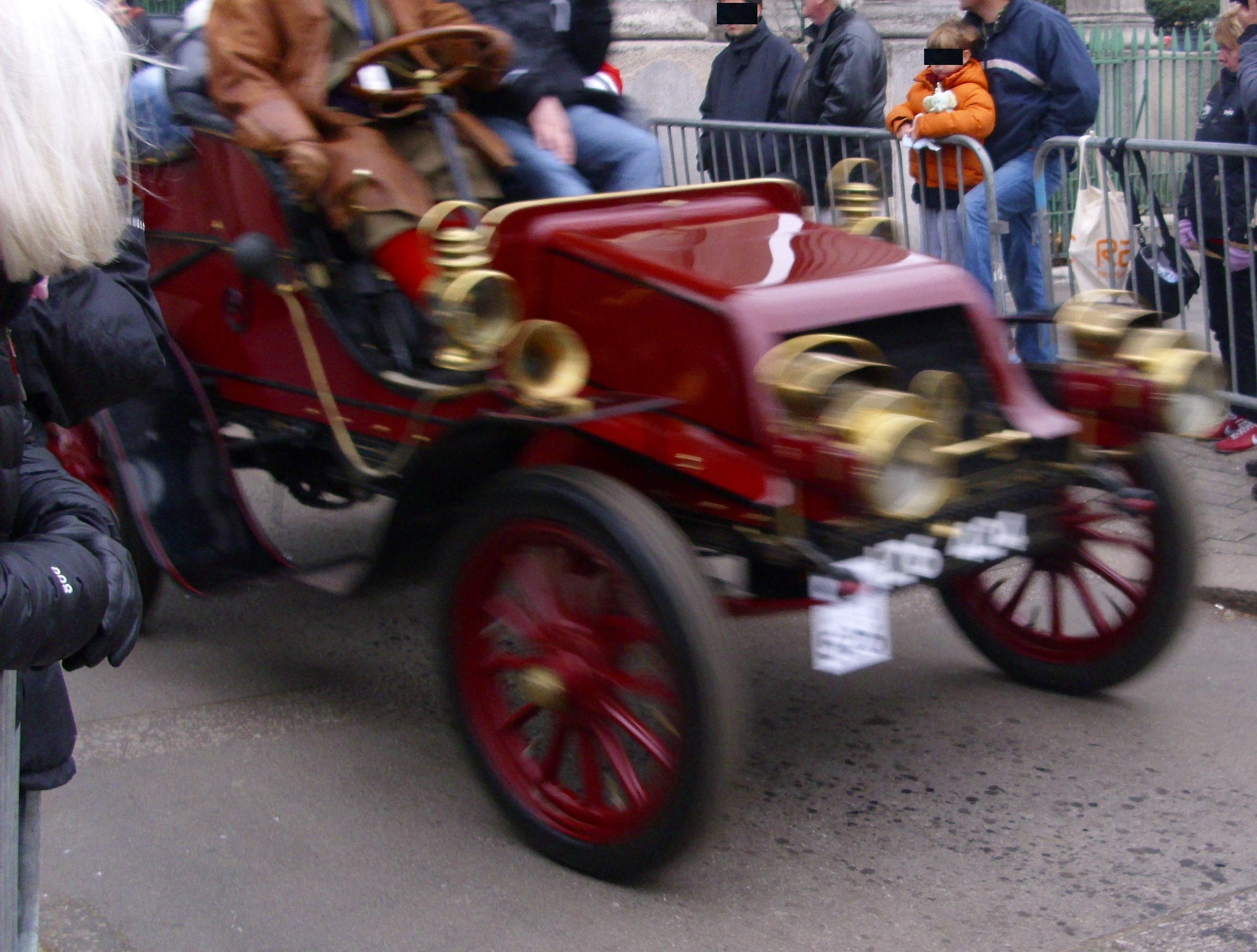
Winton 20HP Runabout

Окрім цієї машини, була підготовлена аналогічна, яка виступала в легшому класі, оскільки мотор становив половину двигуна 8-циліндрового боліда; 40-сильний Bullet N3 ще називали Baby Bullet. Обидві машини взяли участь у Кубку Гордона Беннета, який проходив в Ірландії, проте Bullet N2 зміг зрушити з місця тільки через 40 хвилин після старту, оскільки виникли проблеми із запалюванням — пройшовши 305 км, машина вийшла з ладу через засмічення карбюратора. Друга ж машина проїхала 420 км з 585, коли обламало шатун, тож фінішу автомобілі марки Winton не дісталися. У 1903 році з'являється 2-циліндрова більш потужна модель 20НР з 4.25 л мотором, який мав пневматичний регулятор холостого ходу.

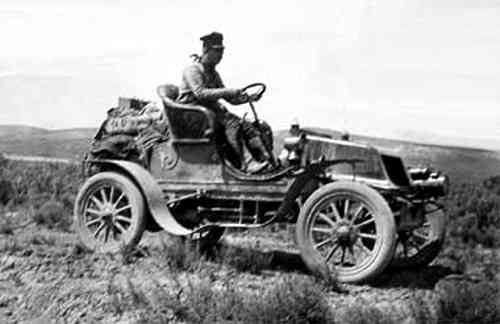
Гораціо Джексон на Winton 20HP під час своєї подорожі

Навесні цього ж року доктор з Берлінгтону, штат Вермонт, по імені Гораціо Нельсон Джексон відпочивав у Сан-Франциско, він грав у карти в одному елітному клубі, коли там почалася суперечка, хто наважиться перетнути США на автомобілі — тоді доктор встав і поставив 50 доларів на те, що він це зробить за 90 днів. Після парі Джексон насамперед вирушив до своєї дружини, яка була дуже багатою жінкою, а Джексону потрібна була фінансова підтримка. Вона схвалила ідею чоловіка, тепер треба було знайти автомобіль і механіка. Джексон знайомиться з механіком Севаллом Крокером, який порекомендував купити для такої справи Winton 20HP, однак у місцевого дилера такої машини не було в наявності, тоді Джексон викуповує автомобіль у місцевого банкіра. Через чотири дні авантюристи вирушили в 5000-кілометрову подорож до Нью-Йорка. 20 липня 1903 року вони прибули в Клівленд, батьківщину автомобіля, де їх зустріли топменеджери компанії, що виробляла автомобілі цієї марки.
Вінтон запропонував здійснити обслуговування автомобіля на території заводу, проте Джексон відмовився, оскільки побоявся, що будуть ходити чутки, що за його спиною стояло підприємство Вінтона, адже він погодився на пробіг приватним порядком. Проте  Шенкс все одно зумів розрекламувати цю поїздку в своїх інтересах — фірми Packard і Oldsmobile нагально відправили свої команди в Сан-Франциско, щоб ті нагнали Джексона, тим самим забравши частину слави марки Winton. Том Фетч, водій фірми Packard, почав розпускати чутки, що машина Джексона розвалилася ще в першій частині пробігу, після чого той сів на потяг з Крокером і в Клівленді отримав аналогічну машину. Ображені Вінтон і Крокер запропонували 10 000 і 15 000 доларів відповідно тому, хто зможе довести цю версію, але таких свідків не виявилося, і тим самим вдалося захистити свою честь та гідність. За 63 дні після початку свого пробігу Джексон і Крокер прибули в Нью-Йорк, цей пробіг дозволив згодом рекламувати автомобілі марки Winton як «Короля автомобілів».
Наприкінці 1904 року фірма, що мала представництва в Нью-Йорку, Лондоні, Торонто і Гонолулу, переключилася на виробництво 4-циліндрового авто серії Quad, яка складалася з трьох моделей: Model C 16/20НР, Model В 24/З0НР і топової Model А 40/50НР. Серія Quad відрізнялася від двоциліндрових моделей іншою підвіскою коліс. У 1905 році їх змінює нова Model K з 5.8 л 30-сильним двигуном, машина мала пневматичний стартер, який заводив двигун. Кривий стартер був небезпечною штуковиною, що нерідко калічив водіїв, а власники автомобілів марки Winton були дуже багаті люди, тож травматизм для них був неприйнятний. З появою цієї моделі в небуття йдуть 2-циліндрові Winton. Незабаром Model K була замінена більш потужною 40-сильною моделлю Model М 40HP з 6.4 л 4-циліндровим двигуном.
У серпні 1905 року Bullet N2 і Bullet N3 були виставлені на гонки по Клівлендському треку Гленнвілл, де і Ерл Кісер, що виступав на N3, і Барні Олдфілд на N2 потрапляють в аварії: перший позбувся однієї ноги, а другий зазнав травм. Після цього Вінтон відмовився брати участь у змаганнях доти, доки вони не стануть безпечними. Кісер отримав посаду менеджера в компанії.

## Автомобілі Winton Six

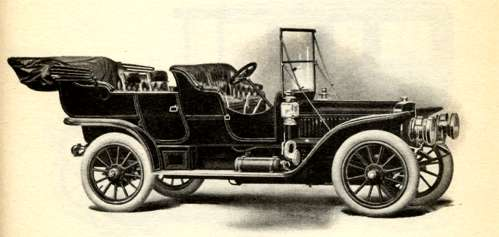
Winton Six-Teen-Six Touring

До 1907 року Вінтон вводить нову машину, цього разу на 6-циліндровій тязі, на вибір машина могла оснащуватися 3- або 4-ступінчастою коробкою передач. Цей автомобіль був дуже дорогим і за рік було продано всього 350 екземплярів із 1100 випущених в тому році машин цієї марки. Проте вже через рік продажі підскочили до 1200 одиниць, і Вінтон вирішив виготовляти тільки цю серію, перейменувавши марку в Winton Six. Таким чином Вінтон учергове став першовідкривачем у межах США. Нагадаємо, він один з перших у США став продавати свої машини, був першим у США гонщиком, першим, хто став виробляти в США 4-циліндрові машини, був першим, хто в США побудував рядну 8-ку, а тепер першим, хто став серійно виробляти тільки 6-циліндрові машини, причому цього разу вже першим у світі. Водночас Вінтон був противником масового виробництва, він вважав, що краще робити кілька сотень автомобілів на рік, але робити їх якісно й мати сотні задоволених клієнтів, ніж випускати тисячі автомобілів, але абияк, і потім ховати очі від своїх незадоволених клієнтів. Новинка отримала назву Six-Teen-Six, під капотом якої працював 7.8 л двигун потужністю 48 к.c.

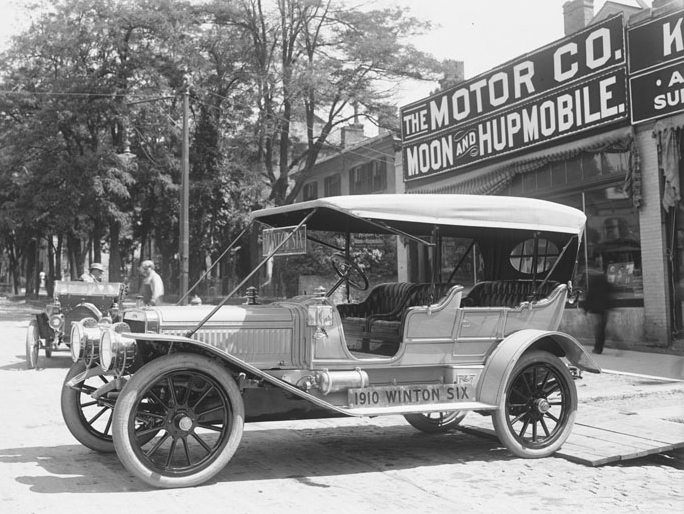
Winton Model 17 Touring

У 1909 році її змінює Model 17, ідентична технічно попередній. Ці машини замовив у свій гараж і перший американський президент, що став використовувати автомобілі, уродженець штату Огайо, — Вільям Тафт. У 1910 році з'являється потужніша машина Model 18 з 60-сильним 9.5 л мотором і довшою базою коліс, її особливістю була наявність вбудованого компресора для накачування коліс. Ця модель пропонувалася клієнтам тільки протягом одного року.

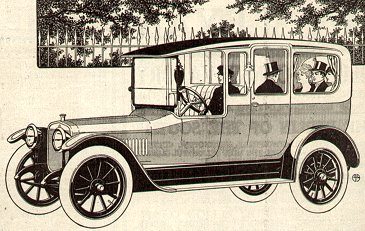
Winton Six Series 21 1915 року

У 1912 році Model 17 змінюється оновленою серією Model 17С, яку випускали з кузовами типу Touring Car, Runabout, Tonneau, Limousine three-quarter, Limousine і Landaulet. Від попередника вона відрізняється на 15 см довшою базою — 3.3 м. Тоді ж Вінтон засновує фірму Winton Engine Company, яка починає випускати бензинові судноплавні двигуни, а через рік Уінстон першим у США будує дизельний двигун все для тих же суден. У 1914 році нові машини Winton Series 20 отримали ліве розташування керма, а в базове оснащення входили пневматичний стартер, електричні фари, повний набір інструментів і радіатор з нейзильберу. Під капотом цих машин розташовувався 8.6 л мотор потужністю 48 к.c., шасі використовувалися від минулої моделі. За рік фірма перейменовується на Winton Motor Car Co, а машини з цього модельного ряду тепер за наполяганням клієнтів оснащувалися не пневматичним стартером, а електричним, база моделі, яка тепер називалася Series 21, була збільшена на 15 см, досягнувши 3.45 м.

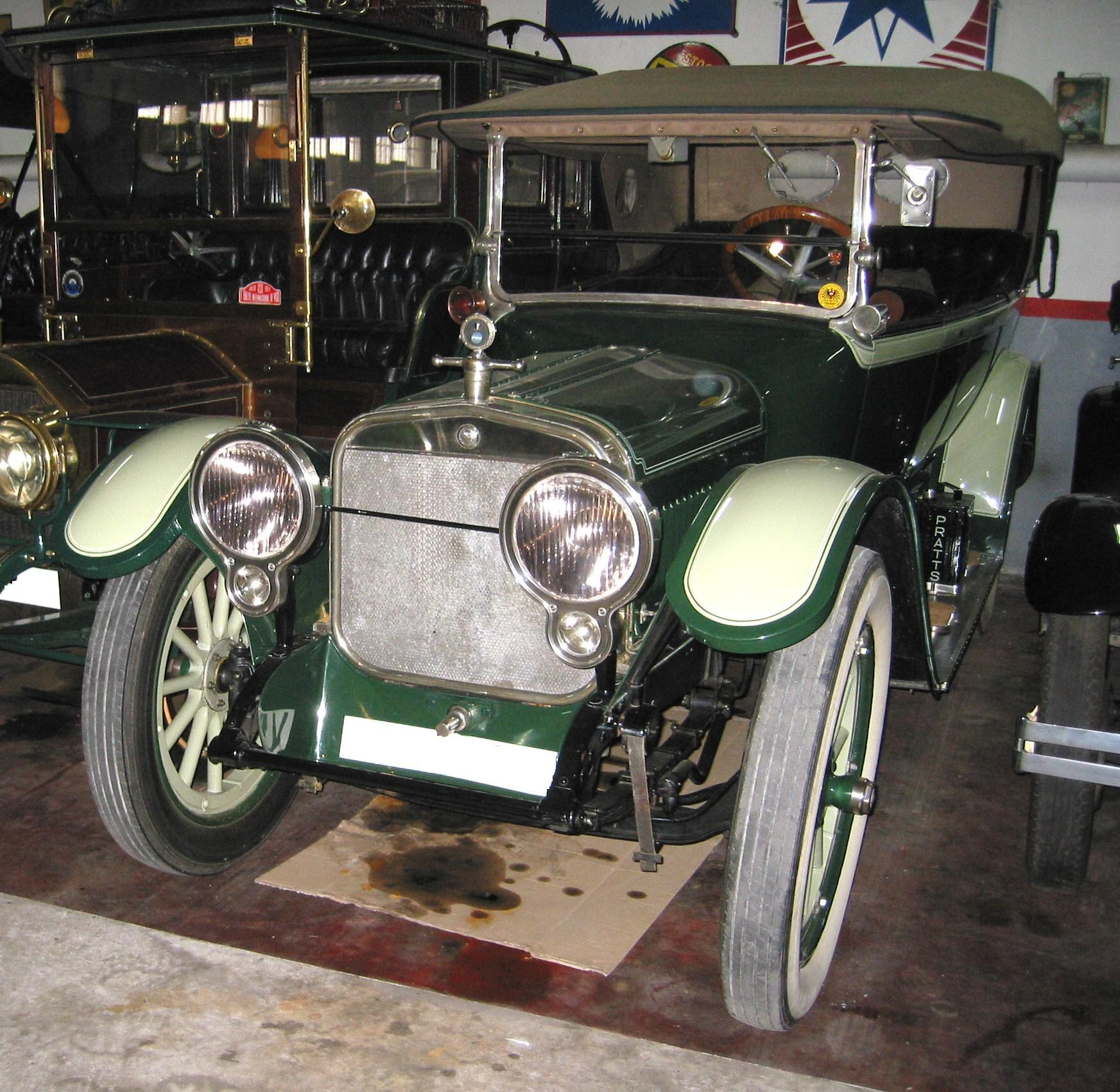
Winton Six Model 22A Series 38

Через рік перейменовується і двигунобудівна фірма на Winton Engine Works, яка тепер виготовляла лише дизельні двигуни за державним замовленням. У 1916 році модельний ряд автомобілів складають дві моделі: Model 22 Series 48 зі збільшеною до 3.5 м базою і 8.6 л двигуном, і Model 22A Series 38 — легша машина з мотором на 5.7 л потужністю 33 к.c., який встановлювали на 3.25 м базі шасі. У 1917 році США вступили в Першу світову війну, потреба в суднових двигунах різко зросла, проте Вінтон зумів отримати і контракти на свою автомобільну продукцію — офіцерський склад армії США використовував седани Winton Model 22 Series 48.

## Припинення виробництва автомобілів

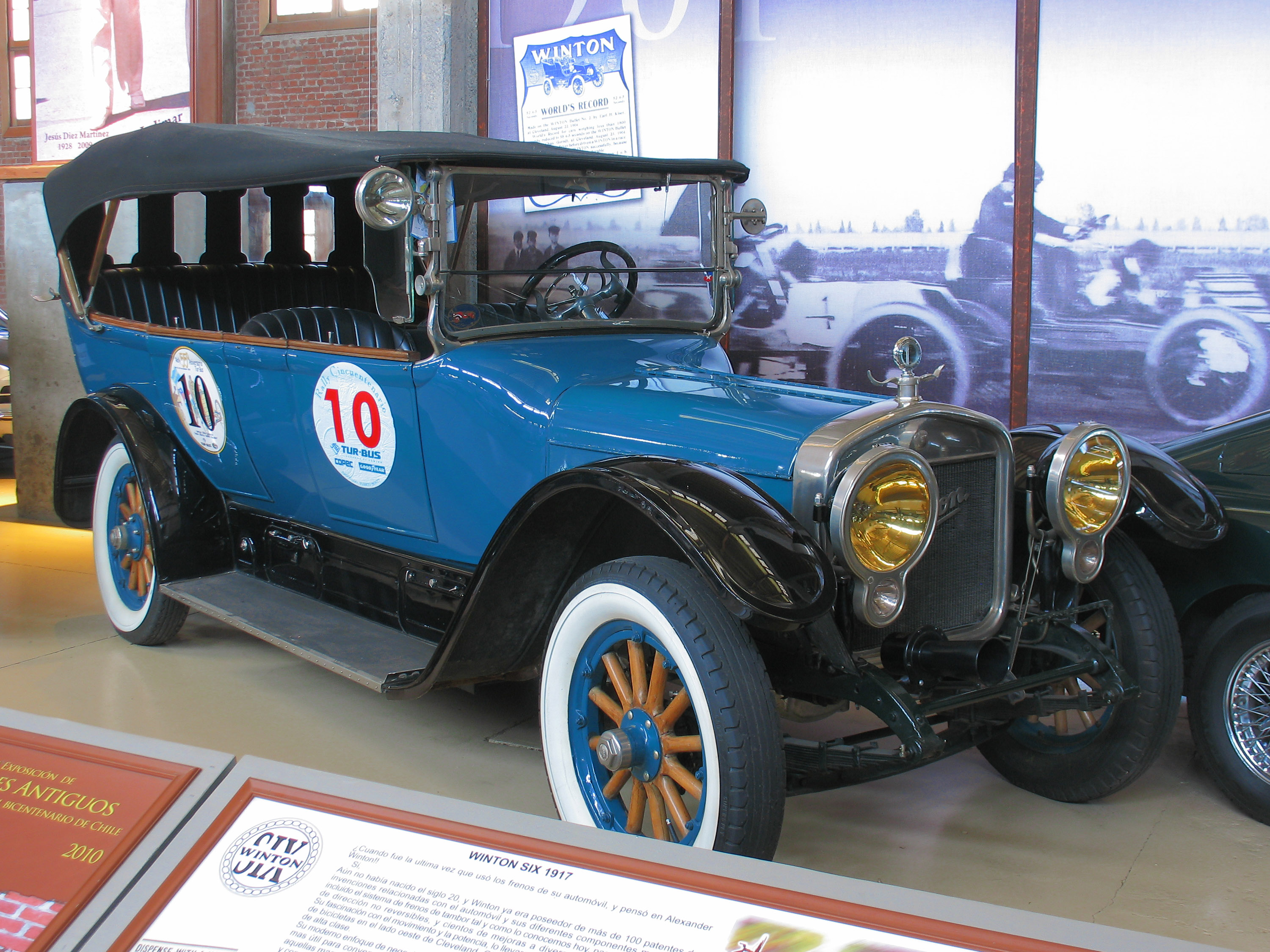
Winton Six Series 40 Touring

У 1920 році модельний ряд, який вів свій родовід з 1907 року, був учергове модернізований, старша модель тепер називалася Model 24, а молодша — Model 25, причому у 33-сильної машини збільшилися в базі шасі, які стали на 20 см довшими. У 1922 році внаслідок післявоєнної рецесії збут продукції автомобільного підприємства впав до позначки в 690 екземплярів. Компанії Haynes і Dorris висловили бажання об'єднатися з фірмою Winton, щоб вижити в ті складні часи, однак Вінтон не виявив до цих планів інтересу, адже автомобілі його вже мало цікавили. Але Winton все одно підготувала нову модель — Series 40, шасі були ідентичні Model 25, трансмісія тепер була 3-ступінчастою, а кузов пропонувався тільки в одному варіанті — турінг (фаетон), зате 5.7 л мотор розвивав уже всі 70 к.с. Наступний рік був не кращим, адже протягом 1923 року зникло понад 50 американських брендів. 11 лютого 1924 року був випущений останній із 12-ти вироблених від початку року автомобілів марки Winton.

## Компанії Winton Engine Corporation та Cleveland Diesel Engine Division
Олександр Вінтон вирішив сконцентруватися на дизельних двигунах для суден і локомотивів. У 1928 році директором Winton Engine Works стає Гео Кондрінгтон, під керівництвом якого компанія змінює назву на Winton Engine Corp, а в червні 1930 року компанія, заснована Вінтоном, переходить до General Motors. 70-річний Вінтон залишає бізнес, а через два роки після цієї події батько-засновник фірми Олександр Вінтон помирає у себе вдома.
З 1938 року двигунобудівна фірма стала називатися Cleveland Diesel Engine Div, викресливши прізвище американського піонера автомобілізму — тепер компанія випускала виключно дизельні двигуни для підводних човнів US NAVY. У 1962 році цей підрозділ  корпорації General Motors було закрито, оскільки потреба в дизельних двигунах відпала з переходом американського підводного флоту на атомну тягу.

## Список автомобілів Winton
- 1897 — Winton 10HP
- 1898 — Winton 6HP
- 1899 — Winton Mail Van
- 1900 — Winton 8HP
- 1903 — Winton 20HP
- 1904 — Winton Model С
  - Winton Model B
  - Winton Model A
- 1905 — Winton Model K
  - Winton Model M

## Список автомобілів Winton Six
- 1907 — Winton Six-Teen-Six
- 1909 — Winton Six Model 17
- 1910 — Winton Six Model 18
- 1912 — Winton Six Model 17C
- 1914 — Winton Six Series 20
- 1915 — Winton Six Series 21
- 1916 — Winton Six Model 22 Series 48
  - Winton Six Model 22A Series 38
- 1920 — Winton Six Model 24
  - Winton Six Model 25
- 1922 — Winton Six Series 40